# Station Appleby (Engeland)
Appleby is een station van National Rail in Appleby-in-Westmorland, Eden in Engeland. Het station is eigendom van Network Rail en wordt beheerd door Northern Rail. Het is gelegen aan de Settle & Carlisle Line.